# 2013년 아메리칸 리그 챔피언십 시리즈
2013년 아메리칸 리그 챔피언십 시리즈(2013 American League Championship Series)는 44번째로 치러진 메이저 리그 베이스볼 아메리칸 리그 챔피언십 시리즈다. 시리즈 일정은 10월 12일 시작하여 10월 19일까지 진행됐다. 아메리칸 리그 동부지구 우승팀 보스턴 레드삭스와 아메리칸 리그 중부지구 우승팀인 디트로이트 타이거스가 맞붙었다. 총 7전 4선승제로 치루어진 챔피언십 시리즈는 보스턴 레드삭스가 4승 2패로 승리하며 2013년 월드 시리즈 진출에 성공했다.

## 디비전 시리즈 결과

### 보스턴 레드삭스
보스턴 레드삭스는 아메리칸 리그 디비전 시리즈에서 같은 동부지구 소속 와일드 카드 진출팀인 탬파베이 레이스와 경기를 치렀으며 3승 1패로 승리했다.

### 디트로이트 타이거스
디트로이트 타이거스는 아메리칸 리그 디비전 시리즈에서 서부지구 우승팀 오클랜드 에이스와 경기를 치렀으며 3승 2패로 승리했다.

## 시리즈 요약
| 경기 | 경기 점수 (원정팀이 앞, 홈팀이 뒤)           | 날짜      | 구장          | 관중 수  |
| ---- | -------------------------------------------- | --------- | ------------- | -------- |
| 1    | 디트로이트 타이거스 – 1, 보스턴 레드삭스 – 0 | 10월 12일 | 펜웨이 파크   | 38210명  |
| 2    | 디트로이트 타이거스 – 5, 보스턴 레드삭스 – 6 | 10월 13일 | 펜웨이 파크   | 39,029명 |
| 3    | 보스턴 레드삭스 – 1, 디트로이트 타이거스 – 0 | 10월 15일 | 코메리카 파크 | 42,327명 |
| 4    | 보스턴 레드삭스 – 3, 디트로이트 타이거스 – 7 | 10월 16일 | 코메리카 파크 | 42,765명 |
| 5    | 보스턴 레드삭스 – 4, 디트로이트 타이거스 – 3 | 10월 17일 | 코메리카 파크 | 42,669명 |
| 6    | 디트로이트 타이거스 – 2, 보스턴 레드삭스 – 5 | 10월 19일 | 펜웨이 파크   | 38,823명 |

## 경기 결과

### 1차전
2013년 10월 12일, 미국 매사추세츠주 보스턴, 펜웨이 파크
| 팀                                                                  | 1 | 2 | 3 | 4 | 5 | 6 | 7 | 8 | 9 | R | H | E |
| 디트로이트                                                          | 0 | 0 | 0 | 0 | 0 | 1 | 0 | 0 | 0 | 1 | 9 | 0 |
| 보스턴                                                              | 0 | 0 | 0 | 0 | 0 | 0 | 0 | 0 | 0 | 0 | 1 | 1 |
| 승리 투수: 아니발 산체스 패전 투수: 존 레스터 세이브: 호아킨 베노아 |   |   |   |   |   |   |   |   |   |   |   |   |

아니발 산체스와 존 레스터의 팽팽한 투수전으로 전개되었으며, 디트로이트는 6이닝동안 삼진 12개 노히터를 기록한 아니발 산체스를 필두로 알 알브켈케, 호세 베라스, 드류 스마일리, 호아킨 베노아로 이어지는 필승 계투진이 총 17개의 삼진을 합작하며 9회말 1아웃에 터진 다니엘 나바의 안타가 나올때까지 노히터를 이어갔다. 디트로이트는 6회 쟈니 페랄타의 적시타로 얻은 1점을 끝까지 지켜내며 기선제압에 성공하였다.

### 2차전
2013년 10월 13일, 미국 매사추세츠주 보스턴, 펜웨이 파크
| 팀 | 1 | 2 | 3 | 4 | 5 | 6 | 7 | 8 | 9 | R | H | E |
| 디트로이트 | 0 | 1 | 0 | 0 | 0 | 4 | 0 | 0 | 0 | 5 | 8 | 1 |
| 보스턴 | 0 | 0 | 0 | 0 | 0 | 1 | 0 | 4 | 1 | 6 | 7 | 1 |
| 승리 투수: 우에하라고지 패전 투수: 릭 포셀로 홈런: DET – 미겔 카브레라 (6회 1점), 알렉스 아빌라 (6회 2점) BOS – 데이비드 오티즈 (8회 4점) |   |   |   |   |   |   |   |   |   |   |   |   |

디트로이트는 선발 맥스 셔저가 5.2이닝동안 노히터를 이어갔고, 총 7이닝 13삼진 2피안타 1실점을 기록했다. 타자들은 보스턴 선발 클레이 벅홀츠 상대로 알렉스 아빌라의 2회 적시타와 6회초 미겔 카브레라의 솔로홈런, 프린스 필더의 2루타 이후 빅토르 마르티네즈의 적시타, 알렉스 아빌라의 투런 홈런을 묶어 5-0으로 달아났다. 보스턴은 6회말 더스틴 페드로이아의 2루타로 디트로이트의 23이닝 연속 무실점 기록을 깨는데 만족하며 투타 모두 끌려가는 모습을 보였다.
하지만 바로 전날 1차전에 올라왔던 필승 계투조들이 8회말부터 올라왔으나 부진한 모습을 보이며 2아웃 만루 위기를 맞았고, 마무리 호아킨 베노아 상대로 보스턴의 데이비드 오티즈가 만루홈런을 치며 극적인 동점을 만들었다. 이후 9회초를 고지 우에하라가 깔끔하게 막았고, 9회말 릭 포수엘로 상대로 자니 곰스가 내야안타 후 유격수 실책으로 2루까지 도달하고, 와일드 피치로 3루까지 가게 된다. 이후 재러드 솔털러마키아의 끝내기 안타로 보스턴이 극적인 역전승을 가져가게 된다.

### 3차전
2013년 10월 15일, 미국 미시간주 디트로이트, 코메리카 파크
| 팀                                                                                                   | 1 | 2 | 3 | 4 | 5 | 6 | 7 | 8 | 9 | R | H | E |
| 보스턴                                                                                               | 0 | 0 | 0 | 0 | 0 | 0 | 1 | 0 | 0 | 1 | 4 | 0 |
| 디트로이트                                                                                           | 0 | 0 | 0 | 0 | 0 | 0 | 0 | 0 | 0 | 0 | 6 | 1 |
| 승리 투수: 존 래키 패전 투수: 저스틴 벌랜더 세이브: 고지 우에하라 홈런: BOS – 마이크 나폴리(7회 1점) |   |   |   |   |   |   |   |   |   |   |   |   |

경기 초반 전기 문제로 10여분간 경기가 지연되었다. 1차전과 비슷한 양상으로 보스턴 존 래키와 디트로이트 저스틴 벌랜더의 팽팽한 투수전이 진행되었다. 존 래키는 6.2이닝 4피안타 8삼진 무실점의 깔끔한 피칭을 선보였고, 저스틴 벌랜더는 6회 1아웃까지 무실점으로 틀어막았으나 마이크 나폴리에게 이 경기 유일한 득점인 솔로홈런을 허용하며 결국 8이닝 4피안타 10삼진 1실점으로 타선의 지원을 받지 못해 패전투수가 되었다. 보스턴은 8회말에 1사 1,3루 위기를 맞았으나, 불펜투수 타자와 주니치가 미겔 카브레라를 삼진으로 잡아내고 마무리 고지 우에하라가 프린스 필더를 삼구삼진으로 잡으며 위기를 벗어났고, 9회말까지 무실점으로 세이브를 기록하였다. 이 경기로 미겔 카브레라는 데뷔 후 계속 이어가고 있던 포스트시즌 32경기 연속 출루 기록이 깨졌다.

### 4차전
2013년 10월 16일, 미국 미시간주 디트로이트, 코메리카 파크
| 팀                                                       | 1 | 2 | 3 | 4 | 5 | 6 | 7 | 8 | 9 | R | H  | E |
| 보스턴                                                   | 0 | 0 | 0 | 0 | 0 | 1 | 1 | 0 | 1 | 3 | 12 | 0 |
| 디트로이트                                               | 0 | 5 | 0 | 2 | 0 | 0 | 0 | 0 | X | 7 | 9  | 0 |
| 승리 투수: 덕 피스터 패전 투수: 제이크 피비 세이브: 없음 |   |   |   |   |   |   |   |   |   |   |    |   |

디트로이트의 덕 피스터와 보스턴의 제이크 피비가 선발 대결을 펼쳤다. 2회말 만루 기회에서 오마르 인판테의 타구를 셰인 빅토리노가 다이빙 캐치로 잡아내어 위기를 넘기는 듯 했으나 그 전까지 .091의 저조한 포스트시즌 타율을 기록하고 있던 다음타자 오스틴 잭슨에게 스트레이트 볼넷을 내주며 밀어내기 선취점을 허용했다. 다음타자 호세 이글레시아스의 타구가 2루수 방면 더블 플레이성 땅볼이었으나 더스틴 페드로이아가 공을 더듬으며 이닝을 끝내지 못했고, 다음 타석에 들어선 토리 헌터에게 2루타, 미겔 카브레라에게 중전 안타를 맞으며 5-0으로 초반에 점수가 벌어졌다. 이후 4회에 오마르 인판테의 2루타 이후 이어진 오스틴 잭슨의 적시타로 추가 득점을 뽑아내며 보스턴의 선발 제이크 피비를 강판시켰다. 이후 도루와 희생번트 후 미겔 카브레라의 적시타로 7-0까지 점수가 벌어지게 된다. 디트로이트의 선발 덕 피스터는 6회에 해로드 살탈라마키아의 적시타로 1실점 할때까지 7개의 삼진을 잡아냈고, 이후 등판한 디트로이트 불펜진이 2점을 더 허용했으나 결국 초반에 벌어진 점수차를 좁히는 데에는 역부족이었다.

### 5차전
2013년 10월 17일, 미시간주 디트로이트, 코메리카 파크
| 팀 | 1 | 2 | 3 | 4 | 5 | 6 | 7 | 8 | 9 | R | H  | E |
| 보스턴                                                                                                  | 0 | 3 | 1 | 0 | 0 | 0 | 0 | 0 | 0 | 4 | 10 | 0 |
| 디트로이트                                                                                              | 0 | 0 | 0 | 0 | 1 | 1 | 1 | 0 | 0 | 3 | 10 | 1 |
| 승리 투수: 존 레스터 패전 투수: 아니발 산체스 세이브: 고지 우에하라 홈런: BOS – 마이크 나폴리 (2회 1점) |   |   |   |   |   |   |   |   |   |   |    |   |

1차전 선발들의 재대결이 이루어졌다. 디트로이트는 초반에 2아웃 1,2루 기회를 잡았으나, 쟈니 페랄타의 좌전 안타 때 2루주자 미겔 카브레라가 홈에서 아웃되며 기회를 날렸다. 직후 공격에서 보스턴은 마이크 나폴리가 담장 중월을 훌쩍 넘는 초대형 선제 솔로홈런을 날렸고, 미겔 카브레라의 실책, 잰더 보가츠와 데이빗 로스의 연속 2루타, 자코비 엘스버리의 내야안타가 이어지며 3-0으로 앞서나갔다. 이후 3회에도 마이크 나폴리의 2루타 이후 내야땅볼 진루타, 와일드 피치로 추가점을 얻었다.
디트로이트는 5회 미겔 카브레라의 적시 2루타, 6회엔 홈에서 충돌 이후 입은 부상으로 알렉스 아빌라와 교체된 백업포수 브라얀 페냐가 바뀐 투수 타자와 주니치를 상대로 초구를 노려 적시타를 얻어내며 1점씩 추격했고, 7회에는 득점 찬스에서 미겔 카브레라가 병살타를 치며 1점밖에 따라가지 못하여 8회 1아웃부터 올라온 마무리 고지 우에하라를 결국 넘지 못하고 패배하였다. 보스턴은 이 경기 승리로 총 세트 스코어 3-2 리드를 안고 홈경기를 치루게 되었다.

### 6차전
2013년 10월 19일, 매사추세츠주 보스턴, 펜웨이 파크
| 팀 | 1 | 2 | 3 | 4 | 5 | 6 | 7 | 8 | 9 | R | H | E |
| 디트로이트                                                                                              | 0 | 0 | 0 | 0 | 0 | 2 | 0 | 0 | 0 | 2 | 8 | 1 |
| 보스턴                                                                                                  | 0 | 0 | 0 | 0 | 1 | 0 | 4 | 0 | X | 5 | 5 | 1 |
| 승리 투수: 주니치 타자와 패전 투수: 맥스 셔저 세이브: 고지 우에하라 홈런: BOS – 셰인 빅토리노 (7회 4점) |   |   |   |   |   |   |   |   |   |   |   |   |

2차전 선발이었던 보스턴의 클레이 벅홀츠와 디트로이트의 맥스 셔저의 재대결이 이어졌다. 경기는 무득점으로 팽팽하게 이어지다가 5회말 2사 후 잰더 보가츠의 그린 몬스터를 맞추는 2루타와 곧바로 이어진 자코비 엘스버리의 적시타로 선취점을 얻었다. 하지만 디트로이트는 바로 이어진 6회초 토리 헌터와 미겔 카브레라, 프린스 필더가 루 상에 모두 채워진 상태에서 빅토르 마르티네즈에게 2타점 적시타를 때리며 역전에 성공하였다. 하지만 이후 런다운 더블 플레이가 나오며 달아나는 점수를 얻지 못하였다.
이후 7회말 공격에서 보스턴은 쟈니 곰스가 2루타를 쳤고, 스테판 드류가 삼진당했으나 잰더 보가츠가 볼넷을 얻어냈다. 다음 타자 자코비 엘스버리의 타구를 유격수 호세 이글레시아스가 잡지 못하며 만루가 되었고, 전 타석까지 23타수 2안타로 저조한 성적을 보이고 있던 셰인 빅토리노가 호세 베라스의 커브볼을 받아쳐 그린 몬스터를 넘기는 만루홈런을 때려냈다. 이후 크레이그 브레스로가 8회, 고지 우에하라가 9회를 무실점으로 틀어막으며 보스턴의 월드시리즈 진출을 확정지었다.

## 이닝별 득점 현황
| 팀                                           | 1 | 2 | 3 | 4 | 5 | 6 | 7 | 8 | 9 | R  | H  | E |
| 디트로이트 타이거스                          | 0 | 6 | 0 | 2 | 1 | 8 | 1 | 0 | 0 | 18 | 50 | 4 |
| 보스턴 레드삭스                              | 0 | 3 | 1 | 0 | 1 | 2 | 6 | 4 | 2 | 19 | 39 | 3 |
| 총 관중 수: 242,823명 평균 관중 수: 40,470명 |   |   |   |   |   |   |   |   |   |    |    |   |